# Gobierno Regional de Huancavelica
El Gobierno Regional de Huancavelica es el órgano con personalidad jurídica de derecho público y patrimonio propio, que tiene a su cargo la administración superior del departamento de Huancavelica, Perú, y cuya finalidad es el desarrollo social, cultural y económico. Tiene su sede en la capital regional, la ciudad de Huancavelica.
Está constituido por el Gobernador Regional y el Consejo regional.

## Gobernador regional
Desde el 1 de enero de 2023 el órgano ejecutivo está conformado por:
- Gobernador Regional:  Leoncio Huayllani Taipe
- Vicegobernadora Regional: Saturnina Quispe de la Cruz

## Gerencia regional
Desde el 1 de enero de 2019 el órgano administrativo está conformado por:
- Gerencia General Regional: Daniel M. Rodriguez Dionicio
- Gerencia Regional de Planeamiento, Presupuesto y Acondicionamiento Territorial:  Heleno Ciro Camarena Hilario
- Gerencia Regional de Infraestructura: Pavel Agama Benavides
- Gerencia Regional de Desarrollo Económico: Alain Munarriz Escobar
- Gerencia Regional de Desarrollo Social: Nery Peñares Raymundo
- Gerencia Regional de Recursos Naturales y Gestión del Medio Ambiente: Fredy Mayhua Matamoros

## Consejo regional
El consejo regional es un órgano de carácter normativo, resolutivo y fiscalizador, dentro del ámbito propio de competencia del Gobierno Regional, encargado de hacer efectiva la participación de la ciudadanía regional y ejercer las atribuciones que la Ley Orgánica de Gobiernos Regionales del Perú respectiva le encomienda.
Está integrado por 11 consejeros elegidos por sufragio universal en votación directa, de cada una de las 6 provincias del departamento. Su periodo es de 4 años en sus cargos. 

### Listado de consejeros regionales
| # | Provincia                | Provincia      | Partido                      | Consejero                   |
| - | ------------------------ | -------------- | ---------------------------- | --------------------------- |
| 1 |                          | Acobamba       | Movimiento Regional Ayni     | Ever Sullca Escobar         |
| 1 | Movimiento Regional Agua | Acobamba       | Godofredo Vargas Mendoza     |                             |
| 2 |                          | Angaraes       | Movimiento Regional Ayni     | Juan J. Anyaipoma Maldonado |
| 2 | Movimiento Regional Agua | Angaraes       | Héctor Bari Mamani Coila     |                             |
| 3 |                          | Castrovirreyna | Movimiento Regional Agua     | Edgar Luis Ñahui Durand     |
| 4 |                          | Churcampa      | Movimiento Regional Ayni     | Meger J. Rojas Meza         |
| 5 |                          | Huancavelica   | Movimiento Regional Agua     | Paúl Laurente Enríquez      |
| 5 | Movimiento Regional Ayni | Huancavelica   | Jose Torres Huamaní          |                             |
| 6 |                          | Huaytará       | Movimiento Regional Ayni     | Ricardo Yauricasa Flores    |
| 7 |                          | Tayacaja       | Movimiento Regional Ayni     | Freedy Abad Chávez Parco    |
| 7 | Movimiento Regional Agua | Tayacaja       | Ángel A. Gutiérrez Casavilca |                             |